# Granollers
Granollers er en spansk by i provinsen Catalonien i det nordøstlige Spanien med et indbyggertal på 64.181 (2024).  
Granollers danner et byområde med Canovelles, Les Franqueses del Vallès og kvarteret La Torreta i La Roca del Vallès. Byen er delt af Congost-floden, en biflod til Besòs-floden. Det anses for at være beliggende i den anden krone af Barcelonas hovedstadsområde. Det er omkring 25 km nordøst for centrum af Barcelona.
Byen er hjemsted for det mangeårige og succesrige håndboldklub BM Granollers. Klubben vandt den bedste spanske håndboldrække, Liga ASOBAL, 10 gange fra slutningen af 1950'erne til midt 1970'erne.